# Ureaplasma
Genre

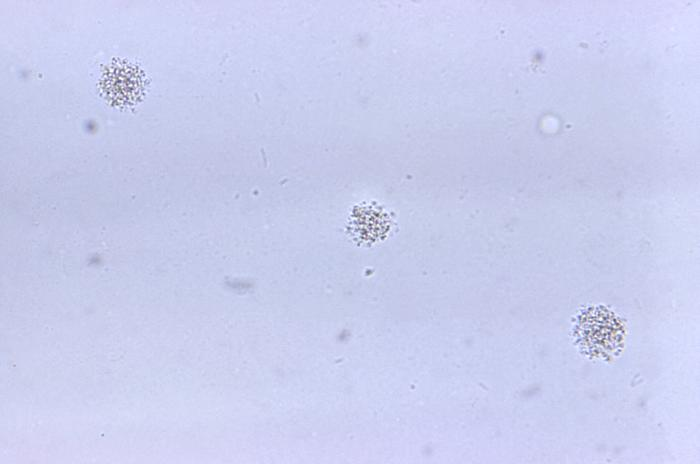
Ureaplasma

Ureaplasma est un genre de bactéries de la famille des Mycoplasmoidaceae.

## Liste des espèces
Selon la LPSN (1er avril 2025) :
- Ureaplasma canigenitalium Harasawa et al. 1993
- Ureaplasma cati Harasawa et al. 1990
- Ureaplasma ceti Segawa et al. 2025
- Ureaplasma diversum Howard & Gourlay 1982
- Ureaplasma felinum Harasawa et al. 1990
- Ureaplasma gallorale Koshimizu et al. 1987
- Ureaplasma miroungigenitalium Volokhov et al. 2020
- Ureaplasma parvum Robertson et al. 2002
- Ureaplasma urealyticum Shepard et al. 1974 (Approved Lists 1980)
- Ureaplasma zalophigenitalium Volokhov et al. 2020